# Efraín Henrique Juliao
Efraín H. Juliao Tatis  (Sabanalarga, 26 de febrero de 1874) fue un militar destacado de la guerra de los mil días, miembro del Partido Liberal Colombiano. 

## Vida personal
Era bisnieto del prócer cartagenero Manuel José Tatis. Bautizado con los nombres de Efraín Alejandro, adoptó con el tiempo la forma de presentación de su padre, quien por llamarse David Henrique Juliao, firmaba como David H. Contrajo matrimonio en su ciudad natal en 1909 con María Llinás, con quien tuvo once hijos. 

## Trayectoria

### Primeros actos en Barranquilla y Santander
Con el estallido de la guerra el 19 de octubre de 1899, Juliao se unió a las tropas liberales donde fue comisionado para sustraer la draga Cristóbal Colón atracada en Barranquilla, desde la cual ayudó a capturar las naves que fueran suficientes para apoyar las labores de guerra. Organizada la flotilla, que quedó al mando del general Juan de Dios Pérez Fandiño, Juliao fue asignado como su capitán ayudante secretario. Participó en la batalla naval de Los Obispos, donde la draga Colón naufragó por fuego amigo del vapor Helena, siendo rescatado por pescadores en el puerto de Bermejales, salvando su vida abrazado a un madero. En Santander se incorporó a las tropas liberales del general oibano Justo Leonidas Durán Gómez.
Como capitán de la segunda compañía del escuadrón Cazadores mandado por el coronel Marco Aurelio Lobo, Juliao participó en los combates de Cachirí y Arboledas de noviembre de 1899, en respuesta al ataque de las tropas conservadoras del general Casabianca que los perseguía en la fuga hacia Ocaña. Del 15 al 17 de diciembre, combatió en la batalla de Peralonso a órdenes del general Rafael Uribe Uribe, entrando a Cúcuta el 18 y persiguiendo por un día a las tropas enemigas hasta La Regadera. Por orden del 30 de diciembre, el capitán Juliao pasó a segundo ayudante de campo del de la comandancia de la II División del grande ejército liberal de Norte de Santander y Magdalena.

### Operaciones Militares en la Costa Atlántica
El 2 de febrero de 1900 intervino en las acciones de Gramalote y Terán. En marzo fue trasladado por el general Foción Soto a la campaña de la Costa Atlántica comandada por el general Siervo Sarmiento, quien le otorgó el grado de Sargento Mayor al presentarse en el comando de Riohacha, y el cargo de segundo ayudante de campo. Con la muerte del general Sarmiento ocurrida el 20 de mayo de 1900, el comando del ejército de Bolívar y Magdalena fue asumido por el general Foción Soto, quien integró a Juliao al Estado Mayor.
Juliao participó en el ataque naval a Cartagena del 12 de junio de 1900 y de la toma del vapor María Hannaberg en las bocas de Sinú, el cual llevó rebautizado a Riohacha con el nombre General Sarmiento; acción que le mereció a Juliao el ascenso a Teniente Coronel y se le otorgó el comando de la unidad naval. Hallándose en Lorica para transmitir un plan de toma a Barranquilla, fue hecho prisionero por el general mexicano Ruíz Sandoval, que se hizo al mando de la armada liberal sin autorización del mando. Abandonado en una playa cercana, Juliao pidió apoyo para perseguir a Ruíz, saliendo en una canoa con dos hombres y logrando embarcarse a los pocos días con destino a La Guaira, llegando a Caracas a denunciar los hechos, en donde fracasó para que le fueran devueltos los barcos tomados por Ruíz.
Hallándose en Valledupar el 14 de agosto de 1900, Juliao fue destinado por el general Justo L. Durán como ayudante de campo de su jefe de Estado Mayor, el general Eugenio Sarmiento; participando en el combate de Pivijay contra los tropas comandadas por Laureano García Ortiz. La súbita deserción de tropas que sufrió Durán Gómez, llevó al comandante a disolver su ejército y reorganizar las tropas en tres frentes, ordenándole a Juliao que informara la novedad al general Uribe Uribe, a quien encontró en octubre cerca de Corozal. Cumplida la misión, Juliao recibió de Uribe Uribe el ascenso a Coronel y la orden de recuperar las municiones de las tropas de Durán, misión que se vio afectada por la fuerte presión ejercida por el general Pedro Nel Ospina. 
Escondido en Barranquilla, Juliao recibió en febrero de 1901 requerimientos de mover la munición recaudada en Ponedera, ante la amenaza de incendio del parque que había dejado organizado. En junio del mismo año, pudo enviar 20 mil cartuchos al general José María Castillo para su defensa del ataque de los generales Vélez, Iguarán y Chacón a Valledupar; pudiendo vencer en Codazzi el 26 de junio. De regreso a Barranquilla, Juliao fue capturado por la guerrilla La Candelilla, que lo condujo a la cárcel Obando de Barranquilla el 1º de julio, de donde pudo fugarse a los ocho días. 
El general Castillo requirió a Juliao la totalidad de la munición a su cargo, y con apoyo del general De Luque, marchó a Valledupar, pudiendo atacar y destrozar a la guerrilla de La Candelilla el 18 de agosto en El Piñón. Acantonado en Valledupar y acaecida la derrota liberal en Carazúa, el ejército se reorganizó y le fue otorgado a Juliao el grado de General de Brigada y el cargo de intendente general de Bolívar y Magdalena. 

### Desempeño como General
El 12 de febrero de 1902 repelió un ataque en Remolino, donde venció a las tropas enemigas y murió el comandante enemigo, coronel Máximo Puello. Este notable resultado le convocó numerosas huestes en Pivijay, evento que llevó al general Clodomiro Castillo a crear la III División y dejarla bajo el mando de Juliao, que a la vez recibió el grado de General de División. El 26 del mismo mes, Juliao tomó el vapor Magdalena de las tropas del general De Castro. El 30 de marzo le ordenó el general Castillo apoyar Valledupar que estaba amenazado por tropas del general Ignacio Foliaco.  
El 9 de abril de 1902 combatió Juliao bajo órdenes del general Polidoro Ardila en Hatoviejo, donde vencieron al general Foliaco; y siguió a la toma de Riohacha del 16 de abril. El coronel Julio Rosales se encargó del mando de la División mientras el general Juliao cumplía la comisión de buscar apoyo militar del presidente de Venezuela Juan Vicente Gómez, quien le entregó 40 mil cartuchos que llevó a Riohacha. De allí salió Juliao en persecución de Foliaco, quien dejó encerrada a su retaguardia al transitar un terreno no estudiado, propicio para el ataque y victoria de los liberales que forzó la firma de la capitulación de Camperucho del 4 de julio. El 1º de agosto reasumió el general Juliao el comando de la III División, cargo desde el cual bloqueó en el puerto de El Piñón, el paso de tropas conservadoras que bajaban por el río Magdalena, forzándolos a desembarcar en Calamar y movilizarse a pie. 
El general Juliao fue nombrado como comandante del ejército liberal en operaciones sobre Occidente, quedando bajo órdenes directas del general Uribe Uribe, asentado en Pivijay. Este ejército marchó a Aracataca a donde fueron convocadas las cuatro divisiones existentes, llegando solamente la III y IV, con las que se reorganizó un solo ejército que quedó bajo el mando del general Juliao, atacando a Ciénaga del 14 de octubre. Con el armisticio general del 18 de octubre, se celebró el 24 una reunión de generales en Riofrío para estudiar la oferta emitida en Ciénaga por el general Juan B. Tobar, la cual concluyó en autorizar al general Uribe Uribe a firmar la paz con el Ejército, dando lugar al Tratado de la Nerlandia. El 1º de noviembre, tuvo ocasión el acto de desarme oficial de las tropas liberales de Uribe Uribe.